# Serafima Amossova
Pour l’article homonyme, voir Amossova.
Serafima Amossova (russe : Серафима Амосова) était l'adjointe de la commandante du régiment du 588e NBAP pendant la Seconde Guerre mondiale.

## Enfance et éducation
Serafima Amossova est née dans le centre de la Sibérie, le 20 août 1914, dans une famille de travailleurs ; son père travaille au dépôt ferroviaire Chernorechenskaïa. Son grand-père, Anton Amossov, a déménagé en Sibérie à la fin du XIXe siècle depuis la Biélorussie. Après avoir obtenu son diplôme de l'école secondaire en 1929, elle rejoint le Komsomol et trouve du travail en tant que leader d'un des détachement de pionniers. En 1933, elle est déléguée à la Conférence de l'Union des Pionniers Travailleurs à Moscou. Avec le rêve de devenir pilote, elle entre au DOSAAF, mais écrase son planeur le jour où elle doit obtenir son diplôme de formation au vol. Après avoir récupéré de ses blessures, elle entre à l'école d'aviation Tambov. En 1936, elle obtient son diplôme avec les honneurs et sa licence de pilote puis commence à travailler pour Aeroflot en tant que pilote sur la ligne Moscou-Irkoutsk. Au début de la Seconde Guerre mondiale, en janvier 1941, elle est nommée commandante d'escadron pour entraîner des militaires âgés à l'aéroport de Ianaoul dans république du Bachkirie.

## Carrière militaire
Seulement quelques jours après l'invasion allemande de l'Union soviétique en 1941, Amossova et plusieurs autres femmes instructrices envoient une lettre demandant à être envoyées au front. Tandis que les étudiants de sexe masculin sont déployés sur le champ de bataille, les instructrices de vol doivent rester dans la république du Bachkirie pour former de nouveaux cadets. Grâce à leur pugnacité, on leur propose de se tourner vers Marina Raskova, fondatrice de trois régiments d'aviation féminins. À la réception de cette lettre, Amossova s'envole immédiatement pour Moscou pour rencontrer Raskova, qui l'accepte dans son régiment. Après avoir obtenu son diplôme de l'école d'aviation d'Engels en mai 1942 avec le grade de lieutenant, elle est déployée sur le front sud en tant que commandante d'escadron. Étant l'une des pilotes les plus expérimentées du régiment, elle gravit rapidement les échelons et reçoit l'ordre du Drapeau rouge en septembre 1942, devenant l'un des premiers membres du régiment à recevoir cette distinction. Elle est décrite par ses collègues comme une « excellente pilote, prudente, qui jamais n'a élevé la voix ou ne s'est mise en colère ». Lors de sa première sortie, elle vole avec la navigatrice Larissa Litvinova, qui devient plus tard une Héroïne de l'Union soviétique, suivant attentivement l'avion de la commandante du régiment, Ievdokia Berchanskaïa accompagnée de Sofia Bourzaïeva (ru).
Pendant une mission, alors qu'elle vole pour bombarder un centre de commandement de l'Axe, elle retarde le largage, n'ayant pas été attaquée par les canons anti-aériens en approchant de la zone. Pensant être au mauvais endroit, elle revient à un point de contrôle aérien et fait une nouvelle approche, à nouveau sans rencontrer de tirs anti-aérien. Choquée qu'une cible aussi importante ne soit pas protégée par un important groupe d'artillerie, elle retourne au point de contrôle. Ce n'est qu'à la troisième approche qu'elle finit par lâcher ses bombes sur la cible, après quoi, l'artillerie anti-aérienne ennemie contre-attaque. Amossova comprend alors que les Allemands ne l'avaient pas attaquée avant pour ne pas indiquer leur emplacement exact.
En plus de piloter des avions lors de bombardements, elle forme des navigateurs pour qu'ils deviennent pilotes certifiés et est finalement désignée pour être l'adjointe de la commandante du régiment et maintenir une stricte discipline dans le régiment.
Elle fait au total 555 missions au cours de la guerre, des bombardements de nuit sur la Ciscaucasie, Stavropol, Kouban, Novorossiïsk, en Crimée, à Kertch, en Biélorussie et en Pologne mais aussi des largages de fournitures sur Eltigen. Pendant la journée, elle vole à la recherche de pistes d’atterrissage pour les Po-2 du régiment qui n'ont pas d'aérodromes affectés. Au cours de la guerre, elle reçoit deux ordres du Drapeau rouge,, l'ordre d'Alexandre Nevski, l'ordre de l'Étoile rouge, et un ordre de la Guerre patriotique.

## Après-guerre
Peu de temps après la fin de la guerre, elle épouse un pilote de l'armée de l'air Ivan Taranenko (ru) et prend son nom de famille. Ensemble, le couple élève trois fils, et tous travaillent dans l'aviation ou servent dans l'armée. Elle travaille en tant que rédactrice en chef de magazine et fait des conférences auprès des jeunes Russes. Elle meurt à Moscou le 17 décembre 1992.